# Ula sylvatica
Ula sylvatica är en tvåvingeart som först beskrevs av Johann Wilhelm Meigen 1818.  Ula sylvatica ingår i släktet Ula och familjen hårögonharkrankar. Arten är reproducerande i Sverige. Inga underarter finns listade i Catalogue of Life.